# USS Boise (SSN-764)
Za druga plovila z istim imenom glejte USS Boise.
USS Boise (SSN-764) je jedrska jurišna podmornica razreda los angeles.